# Ceyxia villosa
Ceyxia villosa is een vliesvleugelig insect uit de familie bronswespen (Chalcididae). De wetenschappelijke naam is voor het eerst geldig gepubliceerd in 1791 door Olivier.